# Jack el Negre
Jack el Negre (títol original en anglès: Black Jack) és una pel·lícula britànica dirigida per Ken Loach, estrenada el 1979. Ha estat doblada al català.

## Argument
Cap el 1750, a Yorkshire, un noi ha de fer-se càrrec del cos penjat d'un rodamón i malfactor francès conegut com a Jack Black, però aquest, encara amb vida, el segresta. Així comença un picaresc viatge d'aprenentatge per retrobar un oncle, al què s'afegirà una nena fugida del manicomi.

## Repartiment
- Jean Franval: Black Jack
- Stephen Hirst: Tolly
- Louise Cooper: Belle Carter
- Andrew Bennett: Hatch
- Packie Byrne: Dr. Carmody
- Brian Hawksley: Parson Hall
- Doreen Mantle: Mrs. Carter
- William Moore: El pare de Belle
- Patti Nicholls: Mrs. Mitchell
- Joyce Smith: Mrs. Carmody
- Russell Waters: Dr. Jones
- Phil Askham: el botxí
- Pat Wallis: Mrs. Gorgandy
- John Young: Dr. Hunter

## Premis
- Premi FIPRESCI al Festival de Canes 1979[cal citació]

## Crítica
| «                                                  | Tot i estar lligat al realisme social, Loach signa una verdadera pel·lícula d'aventures, poètica, amb peripècies i l'eco, llunyà, d'altres obres «màgiques», com Els contrabandistes de Moonfleet. | » |
| — Aurélien Ferenczi, Télérama, 8 de juliol de 2006 | |   |